# Bill Sund
Bill Tage Sund, tidigare Pettersson, född 20 oktober 1945, död 31 maj 2025, var en svensk historiker och professor i arbetsmarknadskunskap vid Institutet för social forskning/SOFI, Stockholms universitet.
Han undersökte främst arbetarhistoria och arbetarskydd, men även idrott. Hans doktorsavhandling vid Stockholms universitet var Nattens vita slavar : makt, politik och teknologi inom den svenska bagerinäringen 1896–1955 (1987).